# ウェルウィッチア
ウェルウィッチア（学名：Welwitschia mirabilis）は、グネツム綱に属する裸子植物である。ウェルウィッチア科に分類され、この科の現生種は本種のみである。アフリカのアンゴラ及びナミビアのナミブ砂漠に分布する。1対のみの葉を伸ばし続ける特異な形態を持つ。寿命は非常に長い。
和名はサバクオモト（砂漠万年青）やキソウテンガイ（奇想天外）。ナマ語では kharos または khurub 、アフリカーンス語では tweeblaarkanniedood、ダマラ語では nyanka、ヘレロ語では onyanga（オンヤマ〈砂漠のタマネギ〉） などの名で呼ばれる。「生きている化石」とされることもある。

## 分類
1859年9月3日に、オーストリアの探検家フリードリヒ・ヴェルヴィッチュ（ウェルウィッチとも、1806年-1872年）によってアンゴラの砂漠で発見された。ヴェルヴィッチュはこの記録をロンドン・リンネ学会のジョセフ・ダルトン・フッカーの元に持ち込んだ。これには簡単な記載文が添えられ、現地語に由来する"Tumboa"の属名を与えることが提案されていた。だが、その直後にイギリスの画家・探検家トーマス・ベインズがナミビアで別個体を発見しており、保存状態の悪い標本とともに、"tumbo"は本種を特定した名称ではない（n'tumbo や otjitumboの形で「切り株」を意味する一般名詞）という情報をもたらした。 このため、フッカーは属名をヴェルヴィッチュの名に由来するWelwitschia とすることを提案した。ヴェルヴィッチュはこれを受け入れ、記載のためにより保存状態のよい標本を提供した。
種小名は、ベインズの名前にちなんだ bainesii とされることもあるが、この名は1975年に Welwitschia mirabilis のシノニムとされた。mirabilis はラテン語で「驚異の」を意味する。
本種には2亜種が認められている。アンゴラから得られた基亜種Welwitschia mirabilis mirabilis は雄花が赤褐色であるが、ナミビアから得られたWelwitschia mirabilis namibiana の雄花は灰緑色である。
本種の分類学的位置は分類体系の更新とともに断続的に変化しており、単型目のウェルウィッチア目に位置づけられることもあったが、現代の分類ではグネツム目に含められ、最初にフッカーが提案した分類と比較的近いものとなっている。グネツム目はマツ目と近縁で、このグループと被子植物との間でのいくつかの類似性は、収斂進化によるものである。グネツム目を含む裸子植物の祖先は古生代の終わりに出現し、ペルム紀後期と中生代の植物相において優占的な要素となった。ウェルウィッチア科植物の化石は、白亜紀前期の南米から見つかっている。初期のウェルウィッチア科植物は現在より湿度の高い環境に生息しており、この頃には既に特異な形態的特徴を獲得していた。現在の狭く乾燥し、断片化した分布域は、第三紀から第四紀にかけての生息地の乾燥に起因するとされる。

## 分布
ナミブ砂漠の北に広がるカオコランド (Kaokoveld) と呼ばれる地域の固有種である。北はアンゴラ南部のBentiaba Riverから、南はナミビアのクイセブ川まで見られ、海岸から内陸100km程度の場所まで自生する。この地域は極度に乾燥しているが、2 - 4月の雨季には斜面の下に100 mm以下の雨が降る。霧からの水分や地下水に依存するため、これらの集まる季節的な川沿いに自生する傾向がある。霧が多いアンゴラやナミビア沿岸では、数個から数千個の個体が群生している。

## 形態

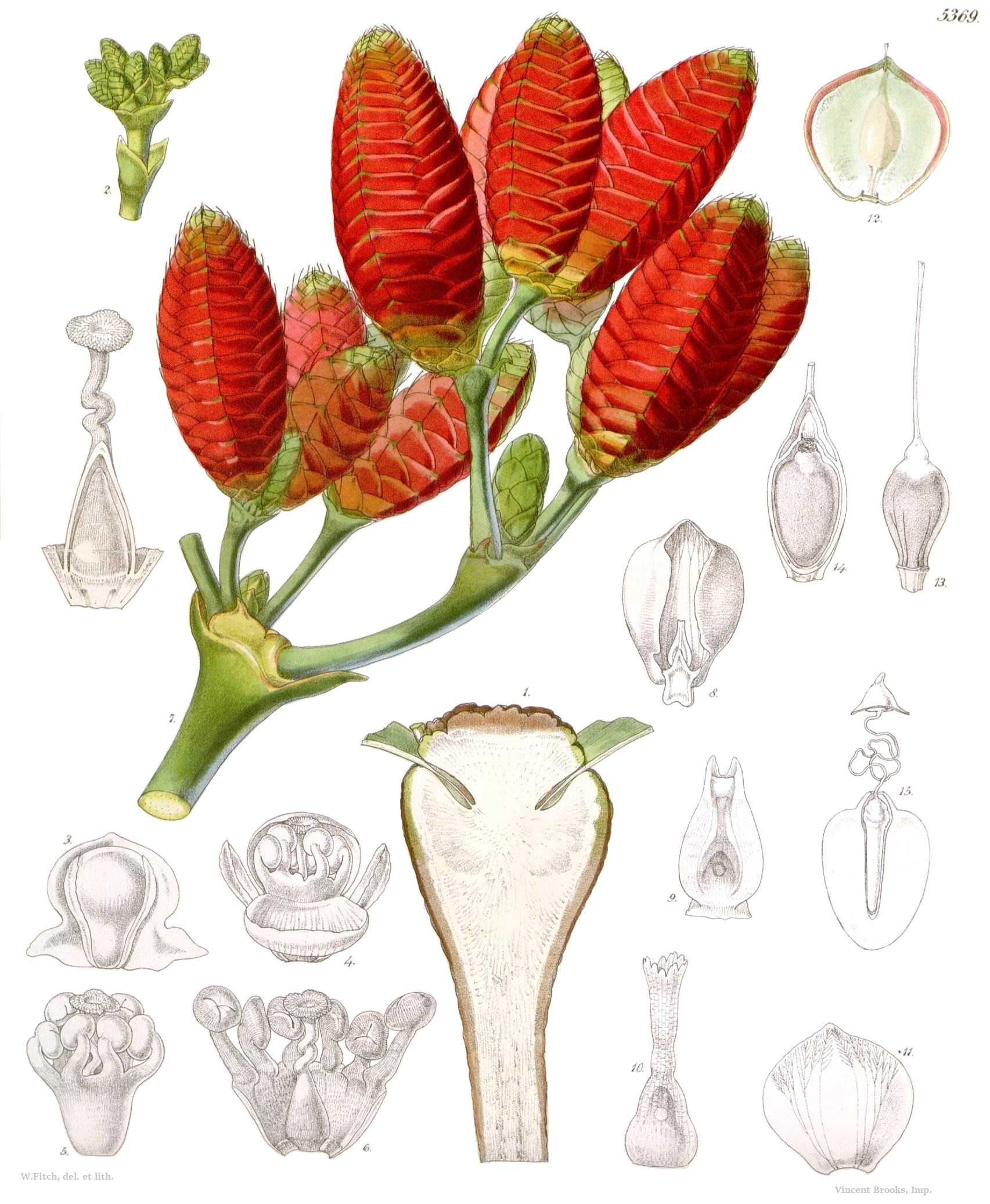
雌花。1863年のカーティス・ボタニカル・マガジンによる。

茎は木質で分岐せず、高さは数十センチメートル (cm) で、最大個体でも1.5メートル (m) を超えないが、植物体の直径は8 mにも達する。茎そのものは塊状でその径は1 m程まで。
茎の先端は盤状で大きく2裂し、それぞれに帯状の葉を1個ずつ持つ。この2枚の葉は、茎の末端の溝にある分裂組織（葉の根元）から絶え間なく成長する。葉は2 - 4 mに達すると、木部の捻れや風などの外的要因によって擦り切れて裂け始め、一見何枚もあるように見える。また、葉先は次第に枯れていく。機能する葉を1対しか持たないことから、一時は、本種の形態は幼形進化によるものではないかと考えられた。だが、その解剖学的特徴は苗木のものとは全く異なり、実際には成長の初期に成長点を失うことによるものだと分かっている。
茎の中央部にはくぼみがあり、そこから細かい枝を出し、花序（胞子嚢穂）をつける。雌雄異株で、雌花序は雄花序より大きく、共に灰緑色や深紅色をしている。雌花は球果状（他の裸子植物と同様に松かさ状）で、長さ2 - 8 cm程度。雄花は1.5 - 4 cm、退化した胚珠1つと小胞子嚢柄6本を有す。
種子は径5 - 6ミリメートル (mm) で黒く、径2 cmの薄い皮膜があって有翼。

## 生態
種子の発芽後、子葉は25–35 mmまで伸び、その後すぐに2枚の本葉が形成される。およそ4か月で本葉は子葉の長さを超え、子葉の成長点は死ぬ。本葉は子葉と直角に位置し、生涯に渡って伸び続ける。本種がこれ以上の葉を形成することはなく、茎の分裂組織は本葉の形成後に枯死する。
乾燥に適応するために、葉の気孔から大気中の湿気を吸収し、長さ3 - 10 mにも達する根によって地下水を吸い上げる。また、クチクラ層が厚く、気孔が葉の両面で同数有り、高い蒸散能力を有しているが、葉を冷却するためと考えられている。この根は栽培下でも真っ直ぐに下に伸び、本葉が出るころには30 - 50 cmに達する。
根を詳しく調査した Chris H Bornman は、"構造はかなり単純で、先細りになった長い主根と、そこから分岐した太さの変化しない側根からなる。組織は繊細なスポンジ状である。"と書いている。彼はまた、根の深さは、地上の葉の端から端までの長さと概ね等しいとしている。
裸子植物で雄株は雄錐（ゆうすい）があり、繁殖力のない退化した胚珠と花蜜を含んでおり、それは被子植物の両性花の原始的なつくりをしているとも言えなくはない。花粉は風媒及び昆虫媒により送粉される。双翅目・半翅目などの昆虫を送粉者とし、ホシカメムシ科のOdontopus sexpunctatus（Probergrothius 属とすることもある）が主な送粉者と考えられてきた。しかし、O. sexpunctatus が本当に送粉に関っているのかどうか疑わしいとする観察結果もある。ハチも送粉者となることもあり、いくらかの昆虫は球果が分泌する"蜜"に惹き寄せられている。種子は2枚の翼を持ち、風で散布される。
本種はCAM型光合成を行うと考えられている。だが、このタイプの光合成による本種の炭素固定量は非常に少なく、その理由は不明である。
個体の寿命の計測は難しいが、確認されている最古の個体は樹齢1000年以上と考えられている。いくつかの個体は2000年を超えている可能性も指摘されている。種子から発芽した個体が、再び種子をつけるまでに、25年ほどかかると考えられている。なお、栽培下では種子の発芽から4年で開花した例がある。

## 人との関わり
世界中の植物園で管理されており、キューガーデン（イギリス）や京都府立植物園（日本）等でも栽培されている。
ナミビアの国章の一部にも用いられている。

### 保護
ワシントン条約の附属書IIに掲載されている。
希少植物であることから、ナミビアでは厳重に管理されている。逆説的だが、アンゴラでは内戦で埋設された地雷が人間活動を遠ざけ、結果として本種はナミビアよりもよく保護されているかもしれない。ウェルウィッチアの成長・繁殖の速度は遅いが、広範囲に多くの個体が存在するため、現在ただちに絶滅の危機に瀕しているわけではない。しかし、雌花と種子への菌類感染が増加していることは脅威である。感染された種子の発芽能力は極端に落ちるため、ただでさえ低い繁殖力はさらに低いものとなり、将来的な危機をもたらしかねない。さらに加えて、車両による損傷、収集家による採集、シマウマ・サイ・家畜による過剰な食害などの脅威もある。

### 栽培
種子は専門の業者から入手できる。オーソドックス種子であり、低温・低湿度下で長期間保存できる。野生下でも、種子の成熟には水分の少ない環境が適している。
外種皮を除去することで発芽が促進されるが、これは種子が長期の休眠を行わないことを示唆している。播種後の数週間は湿度を保つ必要があるが、水に浸かってはならない。播種前の種子でも、水に浸けると発芽が阻害される可能性がある。野生個体から採取された種子はアスペルギルス属（Aspergillus niger var. phoenicis）の胞子に重度に汚染されていることが多く、発芽後すぐに根腐れを起こす可能性が高い。この菌は成長途中の雌花に侵入する。受粉滴の形成に伴って感染が急激に増加することから、これを通して胞子は内部の種子に侵入すると見られる。このため、野生下の種子は熟する前に発芽能力を失ってしまうこともある。植物園など栽培下の種子は汚染の度合いが少なく、根腐れの可能性も低い。殺菌剤のテブコナゾールは感染制御に有効であるかもしれない。

## 画像

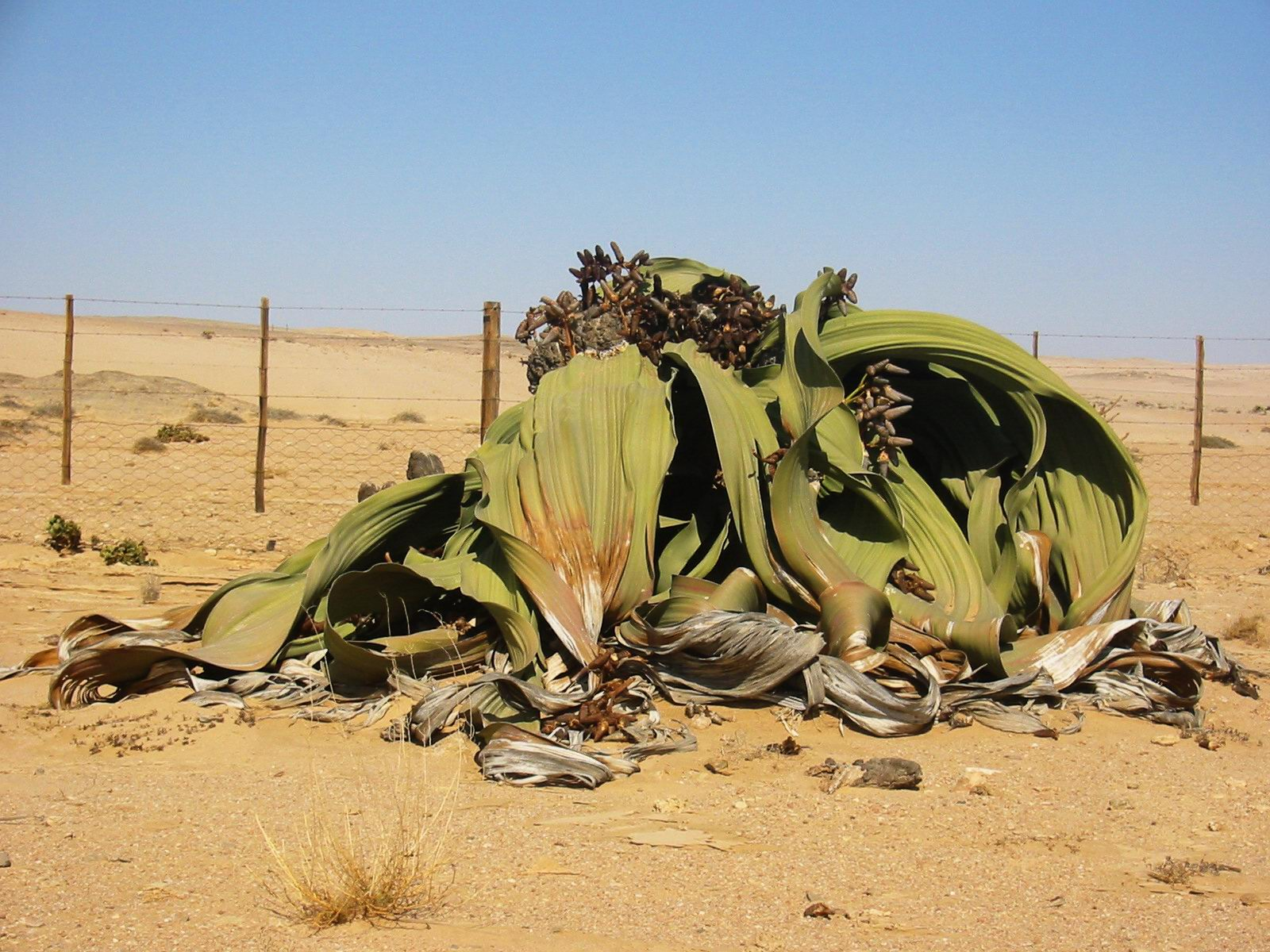
現在知られている最大個体、"The Big Welwitschia"。高さ1.4 m、直径4 m。
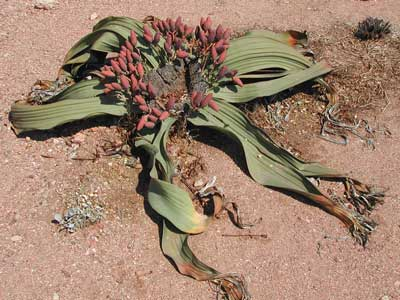
雌個体
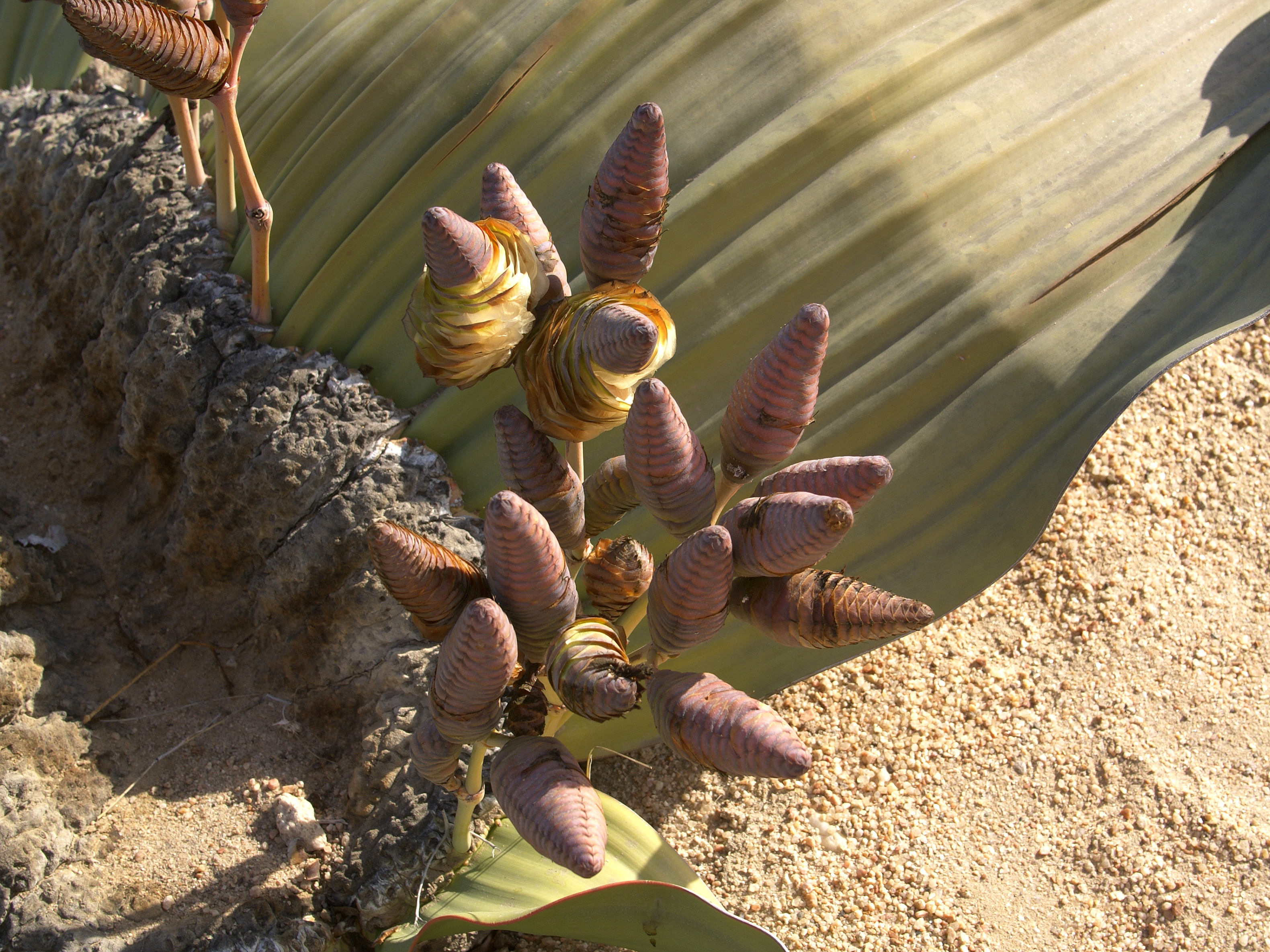
種子を散布し始めた花序
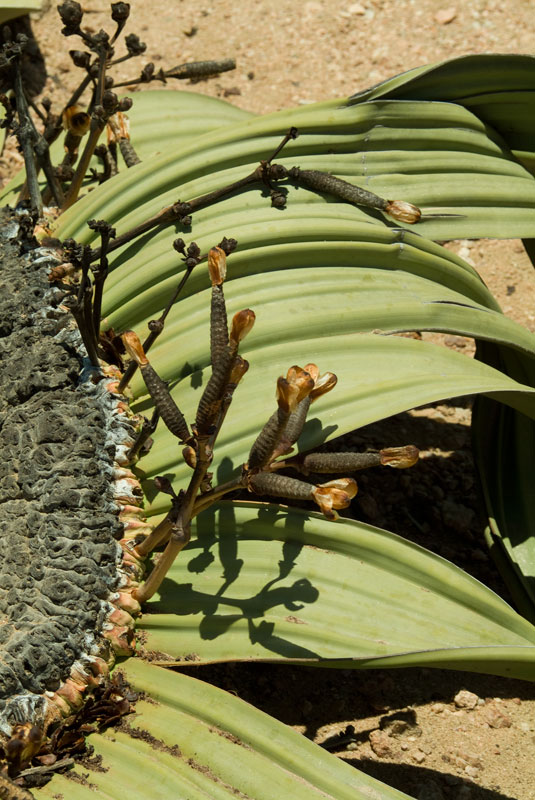
種子を散布し終えた花序
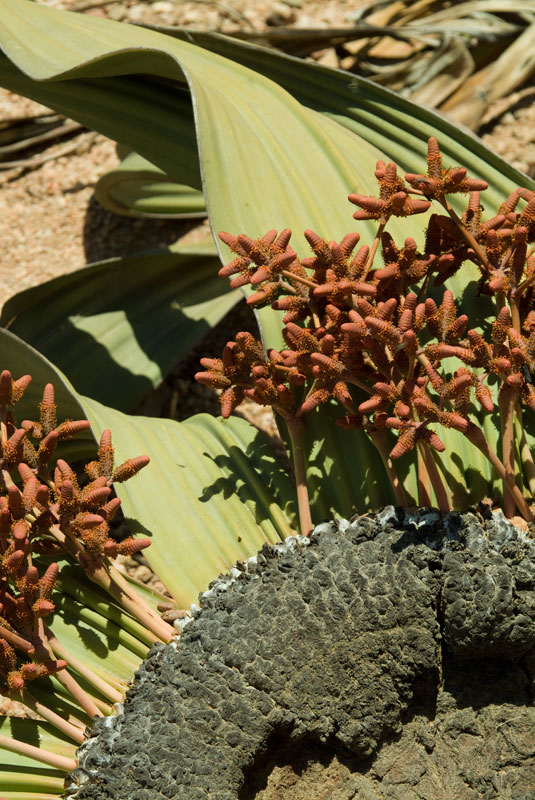
雄花序
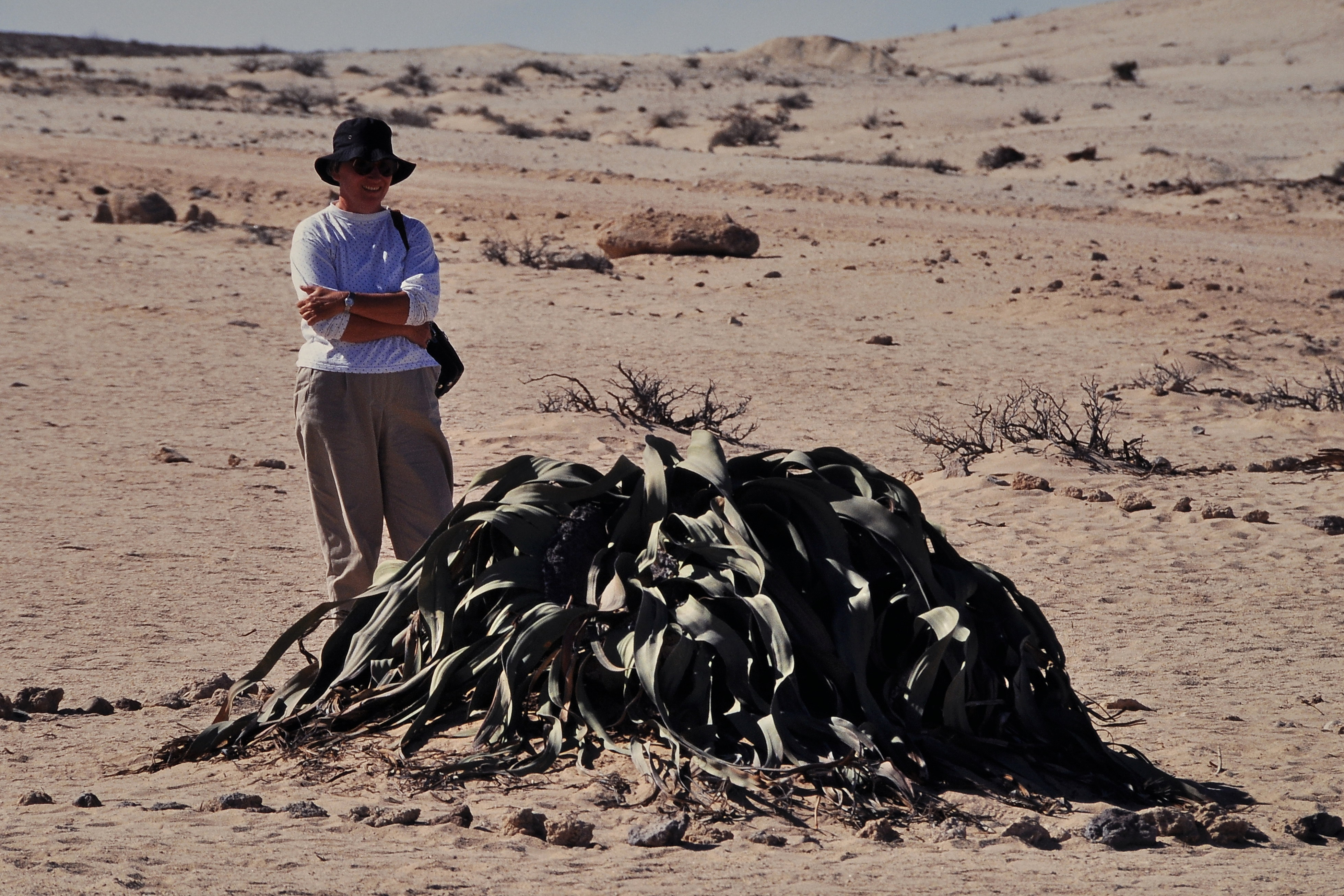
全体像
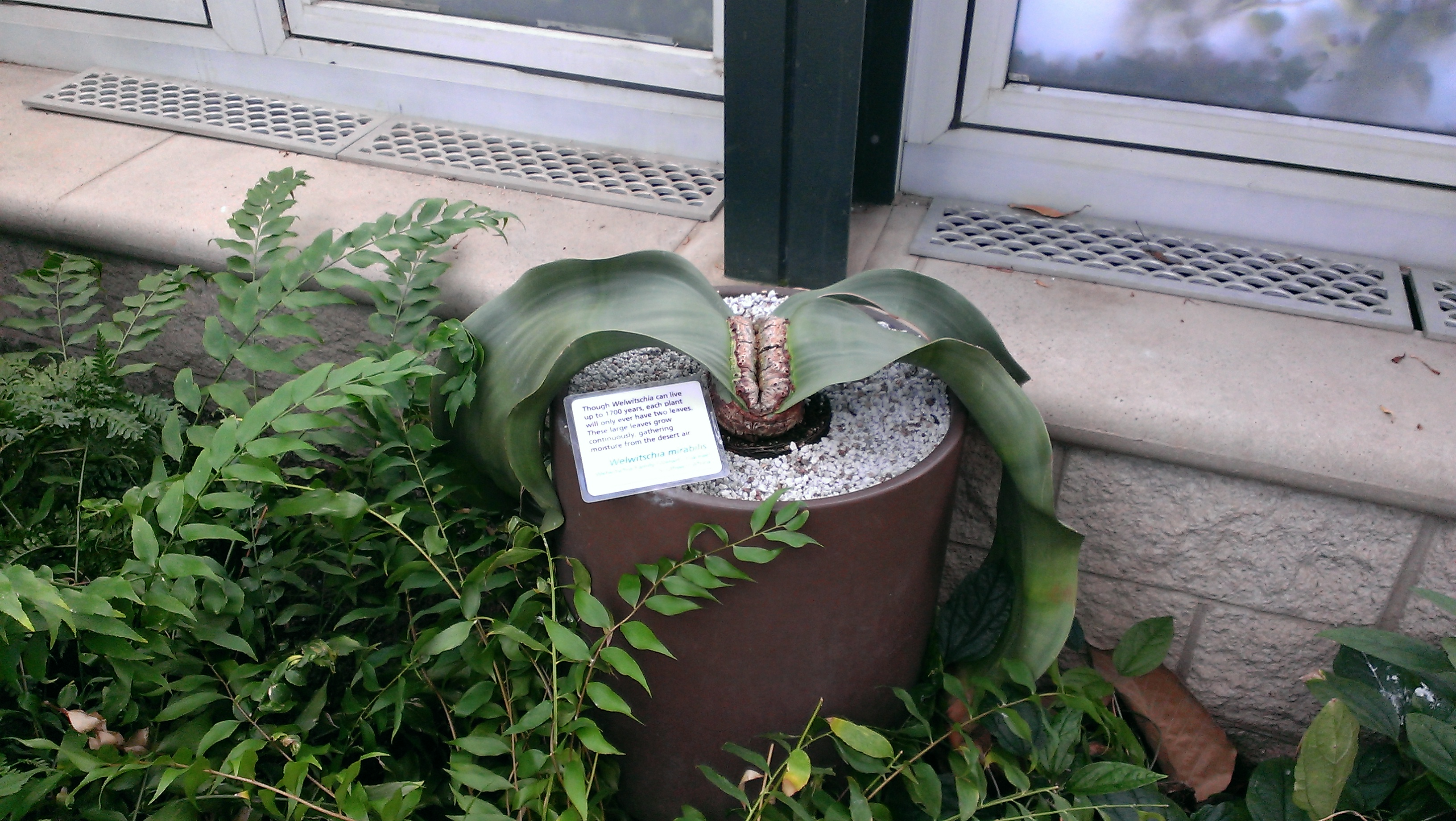
ハンティントン・ライブラリーの植物園の栽培個体
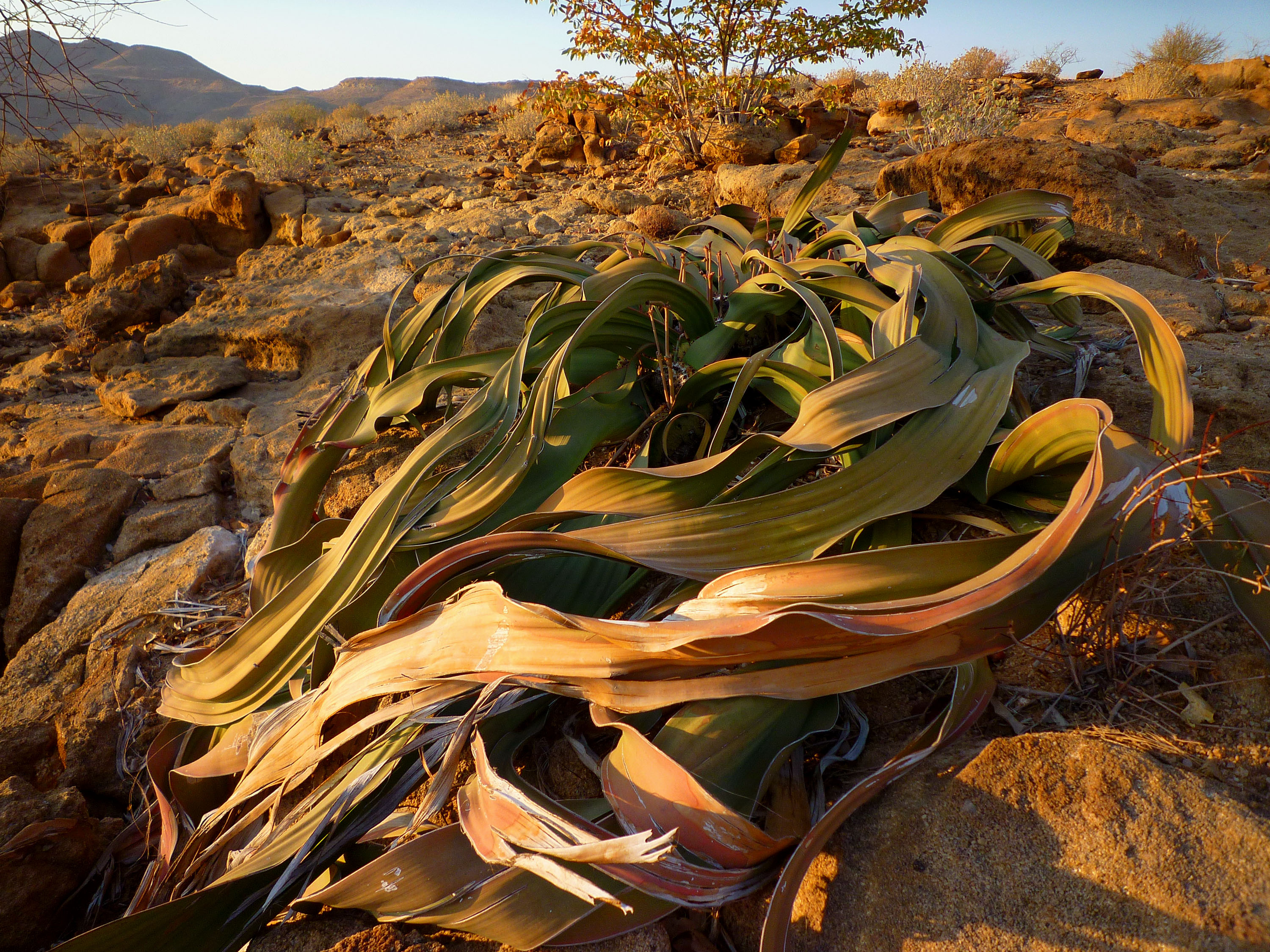
ナミビア、コリクサスのPetrified forestの自生個体
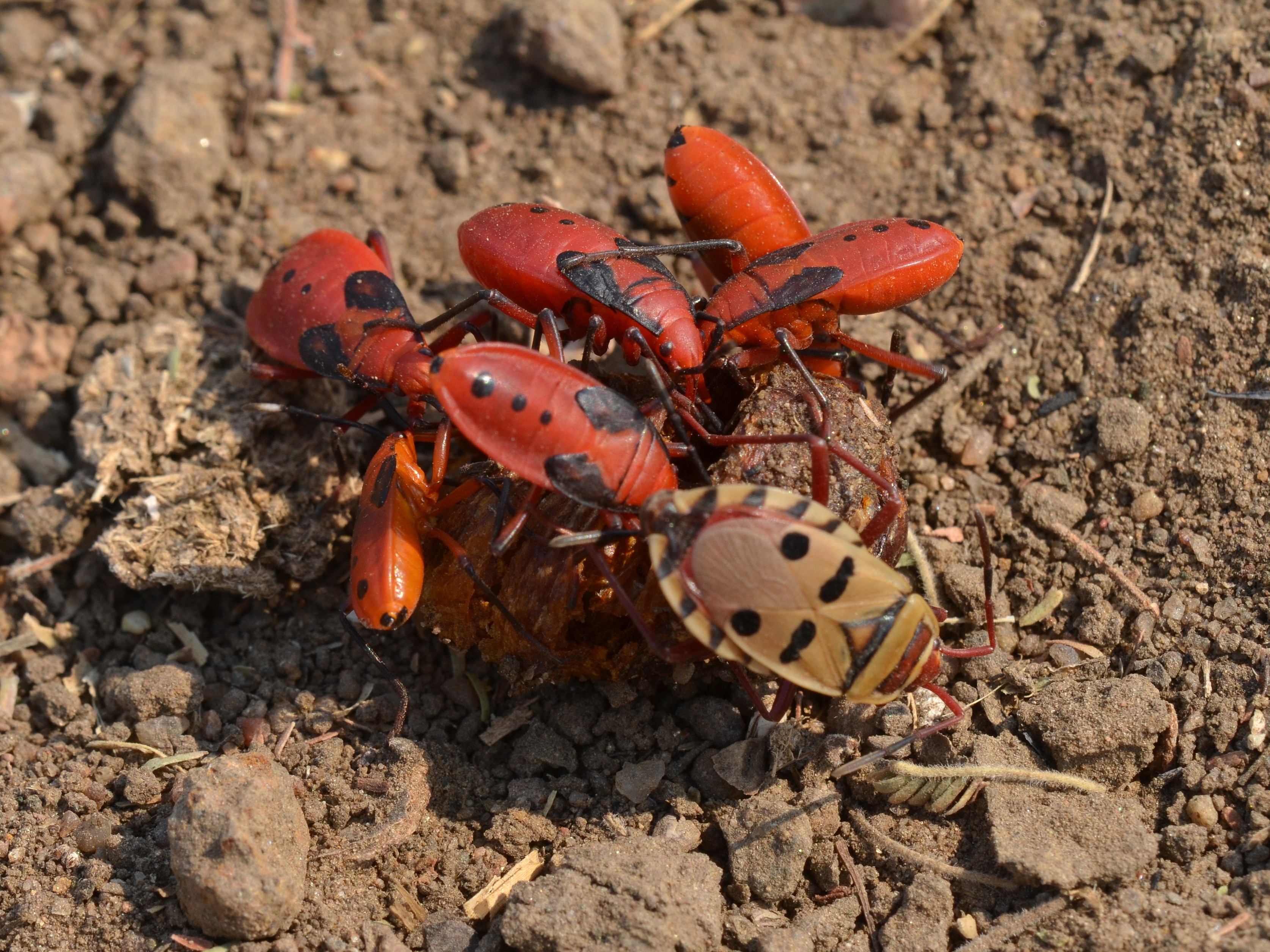
送粉者であるホシカメムシ科のOdontopus sexpunctatus 。Welwitschia bug と呼ばれる。
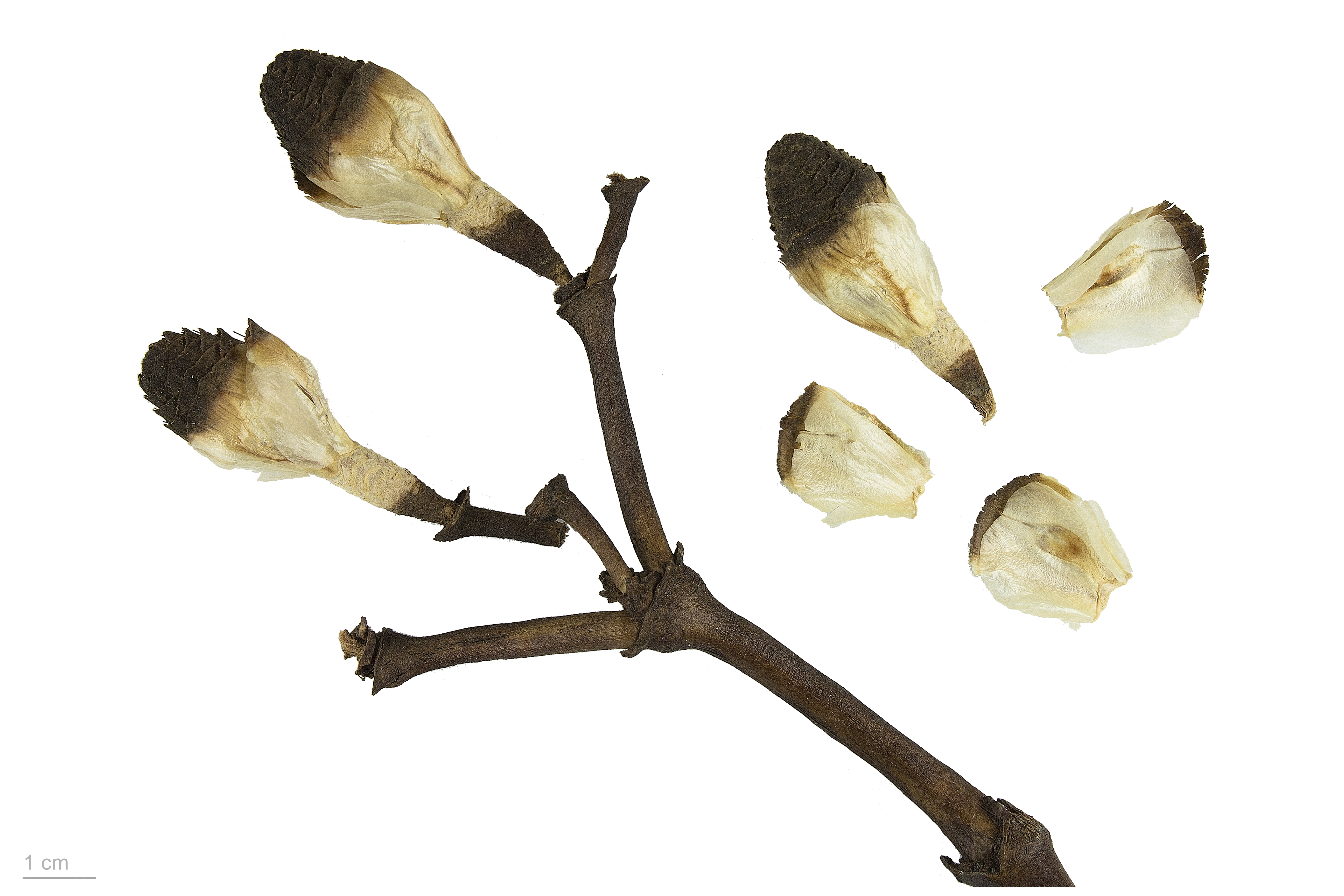
Welwitschia mirabilis - Museum specimen